# Autoba iothicta
Autoba iothicta là một loài bướm đêm trong họ Erebidae.